# 신금대교
신금대교(新錦大橋)는 대한민국 전라남도 영암군 서호면에서 영암군 시종면을 연결하고 영산강의 지류인 영암천을 횡단하는 다리이다.

## 연혁
- 2012년 2월 1일 : 영암군 서호면 금강리 ~ 시종면 신학리 (신금대교) 구간 3.9km 개통[1]